# 兰马克
兰马克（英语：Marc Lanteigne；1971年—）加拿大政治学者、中国问题专家。

## 生平
2002年他获得加拿大麦吉尔大学博士学位，现任挪威特罗姆瑟大学政治学副教授、北京大学客座教授。曾任新西兰梅西大学高级讲师。